# Японцы на Маршалловых островах
Японское поселение на Маршалловых островах было стимулировано японской торговлей в Тихоокеанском регионе. Первые японские исследователи прибыли на Маршалловы острова в конце XIX века, хотя постоянные поселения не создавались до 1920-х годов. По сравнению с другими микронезийскими островами Южных морей, на островах поселилось меньше японцев. После капитуляции Японии в 1945 году японское население было репатриировано в Японию, хотя люди смешанного японско-маршалловского происхождения остались. Они составляют значительное меньшинство среди населения Маршалловых Островов и хорошо представлены в корпоративном, государственном и политическом секторах страны.

## История

### Ранний контакт (XIX век)
Самый ранний контакт Японии с Маршалловыми островами датируется 1884 годом, когда во время обратного рейса из Австралии группа ныряльщиков за жемчугом сбилась с курса на атолл Матаива. Считалось, что ныряльщики за жемчугом были убиты: «Ада», британское торговое судно, проплывшее мимо Маршалловых островов, обнаружило останки ныряльщиков за жемчугом. Когда новости о предполагаемом убийстве достигли японского правительства, два японских посланника — Гото Такетаро (сын Гото Сёдзиро) и Судзуки Цуненори — были отправлены на Маршалловы острова. Сообщается, что посланники исследовали некоторые из близлежащих атоллов, прежде чем нанести визит Лабону Кабуа, одному из главных вождей Маршалловых островов. Перед тем, как Гото и Судзуки вернулись в Японию, они убедили Кабуа поднять японский флаг над его домом в Айлинглаплапе. Правительство Японии впоследствии приказало двум посланникам вернуться на остров, чтобы спустить флаг по их возвращении. Во время немецкой колониальной эпохи время от времени поступали сообщения о том, что японские рыбаки выходили на берег атолла, и был, по крайней мере, ещё один инцидент, когда японские рыбаки также были убиты островитянами. В отчёте, опубликованном немецким исследователем Хамбрухом в 1915 году, упоминалось, что три японских рыбака были убиты маршалловцами на атолле Матаива в 1910 году.

### Японская администрация (1914—1944)
Военная администрация была создана, когда Япония захватила Маршалловы острова у Германии в 1914 году. Японское правительство впоследствии направило на Маршалловы острова несколько администраторов. Между 1915 и 1918 годами несколько японских бизнесменов из торговой компании Южных морей (Nanyo Boeki) отправились на Маршалловы острова и открыли несколько торговых станций в Ронгронге, Талабе и деревне Маджуро. Тайфун обрушился на Маджуро в 1918 году, и бизнесмены переместили свои торговые посты в Джалуит. На острове Джабат была создана гражданская администрация, которая заменила военную администрацию в 1922 году. Был создан небольшой филиал государственного управления, а местные японские поселенцы открыли на острове небольшую плантацию копры.
В начале 1920-х японский торговец поселился в Эниветаке и выдвинул ложные заявления о том, что он получил разрешение от правительства на разработку кокосовых рощ. Туземцы изначально работали на трейдера, но сопротивлялись, осознав ложные утверждения трейдера. На Эниветаке и Уджеланге не было постоянного должностного лица, но корабль из Понпеи время от времени посещал острова. Японские торговцы избегали Маджуро до 1926 года, хотя японские корабли время от времени останавливались на атолле. Японский моряк поселился на Маджуро и открыл магазин в 1926 году, а в течение 1930-х годов возникли ещё три независимых предприятия, а две торговые компании — Nanyo Boeki и Kaneko — открыли филиал в деревне Маджуро. Количество японских предприятий оставалось небольшим на протяжении всей японской колониальной эпохи, поскольку гражданская администрация испытывала трудности с приобретением неиспользуемых земель у вождей Маршалловых островов. Первые окинавские рыбаки прибыли в Джалуит в 1920-х годах, и Джалуит испытал постоянный приток японских поселенцев с Кюсю и Окинавы.с 1930-х гг. В начале 1930-х годов Маршалловы острова сообщили о большом количестве японских и корейских рабочих в Джалуите, которых наняли для строительства дорог и магазинов. Региональный штаб был переведен в Джалуит из Джабата. К 1939 году Джалуит превратился в небольшой городок, в котором проживало несколько сотен японских поселенцев и около двух тысяч маршалловцев в пригородных районах.
Японский флот создал военные базы на атоллах в первые годы Второй мировой войны. За это время военные привлекли несколько тысяч японских, окинавских и корейских рабочих для строительства военных объектов. Некоторые маршалловцы и корейцы сообщили о жестоком обращении со стороны японских властей, и был по крайней мере один случай восстания обеих групп в Джелбоне на атолле Мили, в результате которого были убиты сотни японских мирных жителей и солдат. Когда американские войска атаковали Маршалловы острова в период с января по апрель 1944 года, японские войска эвакуировали с атоллов многих японских поселенцев и корейских рабочих. Некоторые из них, как сообщается, были убиты в ходе последовавших за этим воздушных налётов, а другие, оставшиеся позади, были захвачены в плен в качестве военнопленных после того, как американцы захватили атоллы вместе с некоторыми японскими солдатами.

### После войны (1945 — настоящее время)
После капитуляции Японии почти все японские жители  были депортированы обратно в Японию. Люди смешанного японско-маршалловского происхождения обычно оставались в стороне, хотя некоторым из них была предоставлена возможность выбора, если они были старше 16 лет. Японцы-маршалловцы быстро ассимилировались с маршалловцами в послевоенные годы. Многие из них стали политиками и бизнесменами, а в 1970-е годы люди смешанного японско-маршалловского происхождения контролировали большинство частных предприятий в государстве. Японско-маршалловские политики в целом придерживались критического мнения об испытаниях ядерного оружия, проведенных Соединенными Штатами в ходе операции «Перекресток». По крайней мере, один этнолог Грег Дворак предположил, что общий опыт ядерной войны Японии и Маршалловых Островов сформировал критические взгляды японско-маршалловских политиков. Начиная с 1990-х годов, японские политики Маршалловых Островов, включая Джеймса Матайоши и Хироши Ямамура, часто выступали против Соединенных Штатов, требуя денежной компенсации жертвам радиоактивных осадков.
Когда Маршалловы Острова обрели независимость в 1986 году, потомки японцев и маршалловцев во втором и третьем поколении образовали японско-маршалльскую ассоциацию (также известную как Маршалл Никкейджин Кай по-японски) и оказали помощь семьям японских солдат, погибших во время войны на Тихом океане. Хотя ассоциация пользовалась ограниченным покровительством со стороны молодого поколения маршалловцев японского происхождения, она сыграла важную роль в лоббировании правительства с целью налаживания более тесных культурных и экономических связей с Японией. Японские фирмы, которые базировались на Маршалловых островах с 1960-х годов, активно искали совместные предприятия с местными компаниями с 1980-х годов, в основном в секторе рыболовства. Экспатрианты обычно состояли из окинавских рыбаков, базировавшихся в Маджуро, где японские компании построили помещения для копчения и консервирования, чтобы облегчить переработку улова тунца.

## Демография

### Население
Маршалловы острова оставались малонаселенными японскими поселенцами по сравнению с другими подмандатными микронезийскими островами. Первая довоенная перепись населения Маршалловых островов насчитала 490 японцев среди 10 000 маршалловцев, и количество японских поселенцев увеличилось до 680, которые были разбросаны по всем 33 атоллам в 1940 году. В течение того же года общая численность японского населения на подмандатных островах составляла 77 000 человек. В крупнейших городах Маршалловых островов, Джалуит и Джабор, проживало по тысяче японцев в каждом, в то время как на самых изолированных атоллах японское население составляло не более нескольких человек. Корейские рабочие также были признаны японцами в официальной статистике и составляли ещё 1200 человек, которые были доставлены на Маршалловы Острова во время войны. Было значительное меньшинство людей смешанного японского и маршалловского происхождения, что было более обычным явлением в поселениях с меньшим японским населением. В официальной переписи люди со смешанным японско-маршалловым наследием идентифицируются по маршалловскому наследию начиная с 1945 года. Посол Маршалловых Островов в Соединенных Штатах Банни де Брам в 2006 году сообщил, что около 6000 человек, или около 10 % всех жителей Маршалловых островов, имели какое-то японское происхождение.

### Язык
Японский язык широко использовался для повседневного общения в колониальную эпоху как японцами, так и маршалловцами, но после капитуляции Японии был заменен на маршалльский. Японский язык по-прежнему предпочитается в качестве второго языка по сравнению с английским среди языков смешанного японско-маршалловского происхождения, и островитяне иногда принимают японские заимствования для определённых терминов в маршалльском языке.

### Религия
По крайней мере, один синтоистский или буддистский храм был найден в каждом поселении с многочисленным японским населением. В Джалуите, Вотье, Кваджалейне, Эниветаке и Малоэлапе в течение 1930-х годов было построено несколько синтоистских святилищ. Когда американцы вторглись на Маршалловы острова в 1944 году, все существующие синтоистские святыни были либо разрушены в результате воздушных налётов, либо были снесены. Люди смешанного японско-маршалловского происхождения впоследствии приняли христианство вместо буддизма или синтоизма после капитуляции Японии.

## Межнациональные отношения в обществе
По сравнению с другими микронезийскими островами, большинство маршалловцев переняли японские обычаи в течение первых нескольких лет правления Японии. Австралийский журналист, путешествующий на пароходе Burns Philp, отметил, что в октябре 1918 года большинство маршалльских женщин носили кимоно вместо традиционной набедренной повязки (лавалава по-маршалловски). Межэтнические отношения между японскими поселенцами и государственными служащими с маршалловцами были дружественными, но между японцами и микронезийцами в рабочей силе и в сфере образования насаждалась расовая сегрегация. По сравнению с микронезийцами с других островов, маршалловцы в целом сохранили больше аспектов своего традиционного образа жизни по сравнению с небольшим японским населением на островах. В отличие от японских поселений на других подмандатных островах, поселенцы состояли в основном из одиноких мужчин, и смешанные браки с маршалловскими женщинами были гораздо более частыми. Японские песни, такие как Masaharu Gunto, были написаны в 1930-х годах и отражали романтические ассоциации между японскими мужчинами и женщинами Маршалловых островов. Этническая подозрительность и ненависть маршалловцев к японским поселенцам возникли во время Второй мировой войны, поскольку японское гражданское правительство уделяло повышенное внимание милитаризму и насильственно привлекало многих маршалловцев к чёрным работам во время Второй мировой войны. Незадолго до окончания войны несколько маршалловцев вели независимые и изолированные атаки на японских военнослужащих везде, где это было возможно.

## Известные личности
- Амата Кабуа, бывший президент и школьный учитель
- Кунио Лемари, бывший политик и президент
- Джеймс Матайоши, мэр
- Кессай Ноут, бывший президент

## Дальнейшее чтение
- (яп.) 東京財団研究報告書, 日本とミクロネシア諸国との関係強化に向けた総合研究松島泰勝, 東海大学助教授, October 2005 (HTML version)